# John Craven (actor)
John Craven (22 de junio de 1916 – 24 de noviembre de 1995) fue un actor teatral y cinematográfico estadounidense.

## Biografía
Nacido en la ciudad de Nueva York, su padre era el destacado actor de carácter Frank Craven, y siguió estudios en la Beverly Hills High School en los inicios de la década de 1930.
En total actuó en casi 50 películas, en numerosas obras teatrales, y en varios papeles para la televisión, pero sobre todo fue recordado por encarnar a George Gibbs en la versión teatral original de Our Town, en la cual su padre interpretaba al Director de Escena. Sin embargo, en la versión cinematográfica el papel fue para un entonces desconocido William Holden.
John Craven falleció en Salt Point, Nueva York, en 1995.